# Bartolomé Marín Fernández
Bartolomé Marín Fernández (Albox, Almería, 20 de noviembre de 1925-Almería, 27 de octubre de 2010), sacerdote e historiador. Fue enterrado en su pueblo natal, Albox, el 28 de octubre. Gran difusor de la cultura almeriense e impulsor de la Tertulia Indaliana, especialmente desde la muerte de su presidente, el pintor Jesús de Perceval, en 1985.

## Biografía
Bartolomé Marín se doctoró en Filosofía y Letras, rama de Historia, con la tesis “Corrientes humanas y evolución urbana en el Sureste”. Realizó sus estudios eclesiásticos en el Seminario Conciliar de San Indalecio en Almería, recibiendo la orden del diaconado en su capilla el 17 de diciembre de 1949 de manos del obispo Alfonso Ródenas García. También le concedería este obispo la orden del Prebiteriado el 11 de junio de 1950 en la S.A.I. Catedral de Almería.
Su vida como sacerdote empezó en la parroquia de Santa María de Alcudia de Monteagud, de la que fue nombrado su Ecónomo en 1950, y encargado de las de San Lorenzo, de Chercos, y de la de Santa María de la Piedad, de Benitagla. En 1953 fundó la Hermandad Católica Ferroviaria, y desde 1952 hasta 1971 fue Delegado Diocesano de Catequesis. Después sería Director de Secretariado Diocesano de Ecumenismo y para el V Centenario del Descubrimiento de América. Fundó la Escuela Catequista Diocesana de “San Pío X” y el Premio “Alfonso Ródenas” para maestros. En 1987 fundó el comedor social "Siquem" en la ciudad de Almería. Fue capellán de la "Compañía de María" y profesor de Historia medieval en la Escuela Universitaria de Magisterio.
En su labor de magisterio fue profesor de Religión y Letras en la Escuela de Formación Profesional desde 1952; de Letras en el Colegio Diocesano "San Ildefonso"; y de Historia del Arte y Dibujo en el Seminario en 1960. Profesor de Historia en la Escuela Universitaria del Profesorado de EGB. Tras obtener la dispensa, se licenció en Filosofía y Letras por la Universidad de Granada y se doctoró en la Universidad de Murcia con la lectura de su tesis el 26 de junio de 1969.
Supo aunar su labor sacerdotal con el cuidado de los templos y la protección de las obras de arte. Proyectó el ábside de la Iglesia de Garrucha, completado con pinturas de Luis Cañadas Fernández, diseñó el piso y el ambón de la iglesia de "San Sebastián" de Almería, es autor de las pinturas de las iglesias de Senés y en 1950 hizo reedificar y pintar la Iglesia de Alcudia de Monteagud. Siendo Rector del Santuario del Saliente, nombrado por el obispo en 1974, fundaría la Biblioteca del Monasterio y crearía el Movimiento de “Amigos del Saliente”, de cuyos frutos destacaría la obra del profesor Francisco González Romero, “Monasterio del Saliente”. En 1971 recibió el Primer Premio Nacional en la Sección de Historia al celebrarse la Semana Naval de Alborán, con el trabajo “Almería y el mar”, publicado en 1974. Fue miembro del jurado para el Premio Bayyana, de los Certámenes nacionales de pintura joven de la Caja de Ahorros de Almería y otros de nivel local y provincial. Académico de la Real Academia de Ciencias, Letras y Bellas Artes de Córdoba desde el 13 de febrero de 1975.
En 1986 el obispo le nombra Encargado de las parroquias de Benizalón y Benitagla. Volvería a ocupar dichos cargos en 1998. En 1988 es nombrado Delegado diocesano para el V Centenario de la evangelización de América. Desde abril de 1991 hasta junio de 1999 fue encargado de la Delegación de Cáritas Diocesana. En 1994 es nombrado Canónigo del Cabildo catedralizio de Almería, pasando en 2003, por razón de edad, a Canónigo Emérito. En 1995 es nombrado Consiliario de la A.C. General de Adultos. Desde 1999 hasta el año 2003 fue Delegado Episcopal de Ecumenismo y en 2000 Vocal de la Junta diocesana de Patrimonio Cultural de la Iglesia.

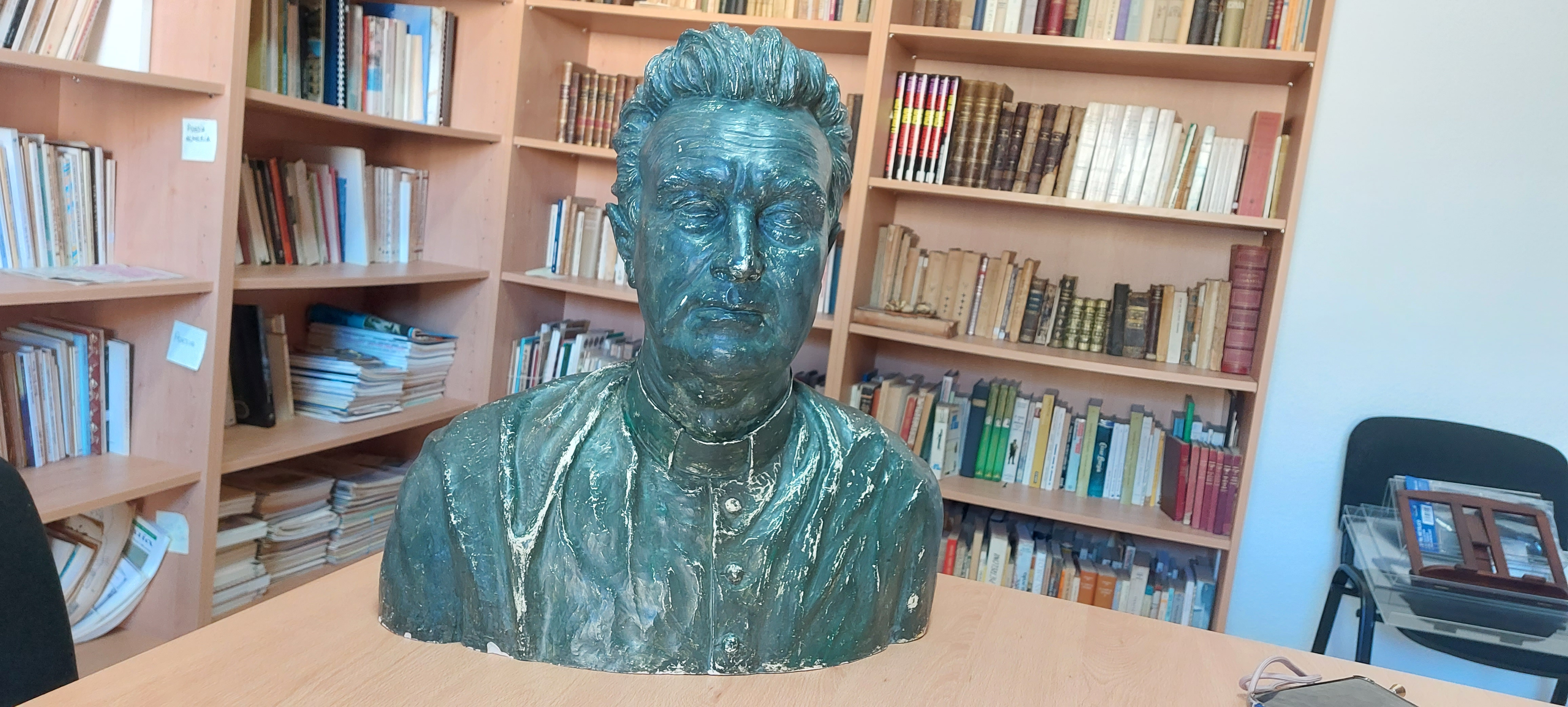
Molde de Bartolomé

Desde 1971 participa activamente en la Tertulia Indaliana, su impulsor fundamental, organizando el “orden del día”, programas y comentarios sobre la misma, y su moderador. Sobre la base de esta Tertulia ha escrito más de seiscientos artículos y comentarios sobre Cultura, en especial Arte e Historia. En apoyo de artistas e investigadores ha escrito prólogos para libros, catálogos de exposiciones de pintura, comentarios semanales en prensa, ilustraciones con caricaturas de los personajes que han pasado por la Tertulia (caricaturas con las que ha llegado a organizar una exposición).
También es autor de algunas piezas musicales como "Noche estrellada", villancico navideño.

## Obra

### Obras de catequesis y pastorales
- 1959 “Historia Sagrada para niños”, primer grado
- 1959-1961 “Historia Sagrada para niños”, segundo grado, dos ediciones
- 1961-1966 “Liturgia para niños”, dos ediciones con carácter nacional
- 1961 “La Primera Comunión y el Misterio Pascual”, folleto
- “La Chanca”, estudio pastoral

### Obras de ensayo y difusión cultural
- 1969 “Corrientes humanas y evolución urbana en el Sureste”, tesis doctoral
- 1974 “Almería y el mar”, publicado por el Excmo. Ayuntamiento de Almería
- 1984 “En torno al vocablo Andalucía”, ensayo
- 1985 “Don Alfonso Ródenas”, biografía, publicado por la Diócesis de Almería
- 1988 “Palabra y Forma”, Tertulia Indaliana 1986-87, publicado por Cajalmería
- 1990 “Charidemos o diálogos de la mar”, Tertulia Indaliana 1987-88, publicado por Cajalmería
- 25 de enero de 1999 "El señor del camino", finalista del XVII Premio mundial "Fernando Rielo" de Poesía Mística

### Otras
- Poemas
- Canciones

### Artículos en Internet
- Jesús de Perceval 2001